# NGC 7421
NGC 7421 (другие обозначения — PGC 70083, ESO 346-17, MCG -6-50-15, AM 2254-373, IRAS22541-3736) — галактика в созвездии Журавль.
Этот объект входит в число перечисленных в оригинальной редакции «Нового общего каталога».